# Vitis (gemeente)
Vitis is een gemeente in de Oostenrijkse deelstaat Neder-Oostenrijk, gelegen in het district Waidhofen an der Thaya (WT). De gemeente heeft ongeveer 2600 inwoners.

## Geografie
Vitis heeft een oppervlakte van 55,51 km². Het ligt in het noordoosten van het land, ten noordwesten van de hoofdstad Wenen en vlak onder de grens met Tsjechië.
Dietmanns · Dobersberg · Gastern · Groß-Siegharts · Karlstein an der Thaya · Kautzen · Ludweis-Aigen · Pfaffenschlag bei Waidhofen · Raabs an der Thaya · Thaya · Vitis · Waidhofen an der Thaya · Waidhofen an der Thaya-Land · Waldkirchen an der Thaya · Windigsteig
- Gemeinsame Normdatei: 4370722-1
- Virtual International Authority File: 243165763
- WorldCat: E39PBJpDP9fYMPmRdCChjhvvHC